# Hans Otfried von Linstow
Hans Otfried von Linstow (Wittenberg, 1899. március 16. – 1944. augusztus 30.) porosz fegyveres erők tagja és ellenálló. Harcolt a második világháborúban. Részt vett az Adolf Hitler elleni 1944. július 20-i merényletben, ezért kivégezték.